# Rafał Romaniuk
Rafał Romaniuk (ur. 17 lipca 1982) – polski trójboista siłowy, kulturysta, aktor, fotomodel, trener, dietetyk oraz manager. Twórca, wykładowca oraz założyciel Akademia AKFITS, zajmującej się kształceniem kadr sportowych. 

## Życiorys
Pochodzi z Siedlec. Pierwsze treningi w podnoszeniu ciężarów zaczynał w szkole podstawowej, natomiast kulturystyczne odbywał jeszcze w trakcie nauki w szkole średniej.
Jest członkiem Akademickiego Związku Sportowego Politechniki Warszawskiej w Trójboju Siłowym. Jako trójboista siłowy zwyciężał Mistrzostwa Mazowsza, wielokrotnie uczestniczył też w zawodach na szczeblu krajowym − w Mistrzostwach oraz Pucharze Polski. W Pucharze Polski zdobywał srebrne (w 2008) oraz brązowe medale (2009). Zajmował się także kulturystyką. W Debiutach Kulturystycznych PZKFiTS w 2010 roku uplasował się na czwartej pozycji. Jeszcze w 2010 uczestniczył w Mistrzostwach Polski; zajął ósme miejsce. Jest wicemistrzem Pruszkowa oraz Mazowsza. W 2014 w zawodach Warsaw Beach Body uzyskał tytuł mistera publiczności. Ma 189 cm wzrostu. Jego waga w sezonie zmagań kulturystycznych wynosi ok. 95−100 kg, a poza sezonem − ok. 110−120 kg.
Pierwszą rolą, jaką otrzymał, był zapaśnik Karol w adaptacji komedii Szekspira pt. Jak wam się podoba. Sztukę wystawił Teatr Polski w Warszawie. Jako aktor ekranowy debiutował rolą ratownika medycznego w telenoweli stacji TVN Na Wspólnej (2011). Gościł następnie w innych serialach: Plebania (2011), Na dobre i na złe (2013), Belfer (2015). Pierwszym filmem fabularnym z jego udziałem była komedia Komisarz Blond i Oko sprawiedliwości z 2012 roku. W filmie Piotrze Wereśniaka Wkręceni (2014) zagrał masażystę. Nad gra w wielu produkcjach na małym i dużym ekranie.Gości w audycjach radiowych i programach telewizyjnych, których tematyka koncentruje się na sporcie i dietetyce. Zajmuje się też fotomodelingiem. Jest trenerem w programie Cofnij czas, emitowanym na kanale TVN Style.
Mieszka w Warszawie. Pracuje jako instruktor sportów siłowych, trener osobisty oraz dietetyk.. Łączy treningi siłowe ze sportami walki. 
Założył Akademię AKFITS, szkoląca trenerów i instruktorów w dziedzinach sportów siłowych oraz sportów walki. 

## Wymiary
- wzrost: 189 cm
- waga w sezonie zmagań kulturystycznych: ok. 95−100 kg
- waga w sezonie startowym trójboju siłowego ok. 109-115 kg
- waga of season 110−120 kg

## Filmografia
Filmy fabularne
- 2012: Komisarz Blond i Oko sprawiedliwości
- 2014: Wkręceni jako masażysta
- 2016: 7 rzeczy, których nie wiecie o facetach (tytuł roboczy Męskie serca) jako paker

Seriale/programy telewizyjne
- 2011: Na Wspólnej jako ratownik medyczny
- 2011: Plebania (odc. 1748 i 1749) jako człowiek Tracza
- 2013: Na dobre i na złe (odc. 516: Chory z miłości) jako Marcin
- 2015: Cofnij czas
- 2015: Belfer jako ochroniarz